# Šárka Strachová
Šárka Strachová, née Šárka Záhrobská le 11 février 1985 à Benecko, est une skieuse alpine tchèque. Elle est notamment championne du slalom en 2007 et médaillée de bronze aux Jeux olympiques d'hiver de 2010 en slalom.

## Biographie
Spécialisée dans l'épreuve du slalom, elle remporte la médaille de bronze en championnats du monde juniors en 2004 en slalom et en combiné, un an plus tard elle s'impose en slalom et devient championne du monde de slalom junior, et la même année obtient à la surprise générale la médaille de bronze dans les championnats du monde sénior à Bormio derrière Janica Kostelić et Tanja Poutiainen. En revanche, Šárka attend la saison 2007 pour accéder à son premier podium en Coupe du monde, ce sera le 4 janvier 2007 à Zagreb en obtenant une troisième place, puis une seconde place trois jours plus tard à Kranjska Gora. Régulièrement dans le top 10 en slalom en coupe du monde, elle figure parmi les favorites pour les championnats du monde de 2007 à Åre, elle confirmera son statut en s'imposant et en devenant la première tchèque à remporter un titre de championnat du monde le 16 février 2007 devant la grande favorite Marlies Schild et Anja Pärson. Lors de la saison 2008-2009, Elle signe son premier succès au slalom d'Aspen et finit deuxième de la Coupe du monde de slalom derrière Maria Riesch. Aux Mondiaux 2009 de Val d'Isère, elle est médaillée d'argent au slalom. Aux Jeux olympiques d'hiver de 2010, elle remporte la médaille de bronze au slalom. En 2012, on lui diagnostique une tumeur heureusement bénigne au cerveau. Elle arrive même à être au départ du slalom de Levi le 10 novembre 2012. Elle remonte sur le podium en décembre 2014 au slalom de Kühtai. Aux Jeux olympiques d'hiver de 2014, elle est le porte-drapeau de sa délégation et est dixième du slalom et neuvième du combiné. Aux Championnats du monde 2015, elle accède à son quatrième podium mondial avec le bronze, le titre étant remporté par la dominatrice Mikaela Shiffrin.
Elle prend sa retraite au terme de la saison 2016-2017, après deux ultimes podiums en coupe du monde (à Zagreb et Squaw Valley) et une cinquième place aux mondiaux de Saint-Moritz.
Elle est la sœur du skieur alpin Petr Záhrobský.

## Palmarès

### Jeux olympiques d'hiver
| Épreuve / Édition | Descente | Super G | Slalom géant | Slalom | Combiné |
| ----------------- | -------- | ------- | ------------ | ------ | ------- |
| JO 2006 Turin     | -        | 27e     | Ab.          | 13e    | 19e     |
| JO 2010 Vancouver | 27e      | -       | -            | Bronze | 7e      |
| JO 2014 Sotchi    | -        | -       | Ab.          | 10e    | 9e      |

### Championnats du monde
| Édition / Épreuve                    | Super G | Slalom géant | Slalom | Combiné |
| ------------------------------------ | ------- | ------------ | ------ | ------- |
| Mondiaux 2001 Sankt Anton            | -       | -            | 21e    | -       |
| Mondiaux 2003 Saint-Moritz           | -       | -            | Ab.    | 9e      |
| Mondiaux 2005 Bormio                 | -       | 10e          | Bronze | 5e      |
| Mondiaux 2007 Åre                    | -       | 12e          | Or     | 4e      |
| Mondiaux 2009 Val d'Isère            | 15e     | 16e          | Argent | 11e     |
| Mondiaux 2011 Garmisch-Partenkirchen | -       | -            | 12e    | -       |
| Mondiaux 2013 Schladming             | -       | 37e          | -      | 8e      |
| Mondiaux 2015 Vail / Beaver Creek    | -       | -            | Bronze | -       |
| Mondiaux 2017 Saint-Moritz           | -       | -            | 5e     | -       |

### Coupe du monde
- Meilleur classement général : 9e en 2007.
- 17 podiums dont 2 victoires.
- 1 victoire par équipes.

| Saison/Classement | Général | Général | Super G | Super G | Slalom géant | Slalom géant | Slalom | Slalom | Combiné | Combiné |
| Saison/Classement | Class.  | Points  | Class.  | Points  | Class.       | Points       | Class. | Points | Class.  | Points  |
| ----------------- | ------- | ------- | ------- | ------- | ------------ | ------------ | ------ | ------ | ------- | ------- |
| 2002-2003         | 53e     | 133     | -       | -       | -            | -            | 19e    | 107    | 10e     | 26      |
| 2003-2004         | 32e     | 246     | -       | -       | 60e          | 2            | 10e    | 244    | -       | -       |
| 2004-2005         | 42e     | 172     | -       | -       | -            | -            | 11e    | 158    | 17e     | 14      |
| 2005-2006         | 30e     | 235     | -       | -       | 42e          | 16           | 10e    | 206    | 24e     | 13      |
| 2006-2007         | 9e      | 593     | 45e     | 11      | 20e          | 80           | 3e     | 405    | 6e      | 97      |
| 2007-2008         | 16e     | 503     | 29e     | 34      | 21e          | 63           | 5e     | 392    | 31e     | 14      |
| 2008-2009         | 12e     | 582     | 37e     | 24      | 37e          | 29           | 2e     | 459    | 11e     | 70      |
| 2009-2010         | 18e     | 373     | -       | -       | 43e          | 11           | 5e     | 347    | 27e     | 15      |
| 2010-2011         | 35e     | 178     | -       | -       | -            | -            | 10e    | 178    | -       | -       |
| 2011-2012         | 70e     | 75      | -       | -       | -            | -            | 25e    | 75     | -       | -       |
| 2012-2013         | 53e     | 127     | -       | -       | -            | -            | 20e    | 127    | -       | -       |
| 2013-2014         | 36e     | 199     | -       | -       | -            | -            | 13e    | 170    | 9e      | 29      |
| 2014-2015         | 17e     | 376     | -       | -       | -            | -            | 4e     | 376    | -       | -       |
| 2015-2016         | 20e     | 493     | -       | -       | -            | -            | 5e     | 493    | -       | -       |
| 2016-2017         | 21e     | 394     | -       | -       | -            | -            | 6e     | 394    | -       | -       |

|           | Slalom | Total |
| --------- | ------ | ----- |
| 2008-2009 | Aspen  | 1     |
| 2009-2010 | Aspen  | 1     |
| Total     | 2      | 2     |

### Championnats du monde junior
- Maribor 2004 :
  -  Médaille de bronze en slalom.
  -  Médaille de bronze en combiné.
- Bardonecchia 2005 :
  -  Médaille d'or en slalom.

### Coupe d'Europe
- 8 podiums dont 5 victoires (3 en slalom et 2 en slalom géant).

### Championnats de République tchèque
- 4 titres en slalom : 2002, 2003, 2004 et 2005.
- 3 titres en slalom géant : 2003, 2004 et 2005.
- 2 titres en super G : 2003 et 2006.